# Clethra fagifolia
Clethra fagifolia là một loài thực vật có hoa trong họ Clethraceae. Loài này được Kunth mô tả khoa học đầu tiên năm 1819.